# Центральні Вісаї
Центральні Вісаї (філ.: Gitnang Kabisayaan; себ.: Tunga-tungang Kabisay-an) — адміністративний регіон на Філіппінах, позначається як Регіон VII. Розташований в центральній частині Вісайських островів і включає в себе три провінції (Бохоль, Себу і Сікіхор) та три незалежних високоурбанізованих міста (Себу, Лапу-Лапу і Мандауе). Місто Себу є регіональним центром. В регіоні найпоширенішою є себуанська мова.

## Географія
Площа регіону становить 10 102 км², населення 6 041 903 осіб (2015). В 2015 році регіон втратив провінцію Негрос. До цього в регіоні населення складало 6 800 180 (2010), а площа становила 15 875 км²

## Адміністративний поділ
Центральні Вісаї складаються з трьох провінцій та трьох незалежних міст.

### Провінції
| Провінція | Адміністративний центр | Населення (2015) | Площа         | Густота    | Міста | Муніц. | Баранґаї |  |
| --------- | ---------------------- | ---------------- | ------------- | ---------- | ----- | ------ | -------- |  |
| Бохоль    | Тагбіларан             | 1 313 560        | 4 820,95 км²  | 273/км²    | 1     | 47     | 1 109    |  |
| Себу      | Себу                   | 2 938 982        | 4 943,72 км²  | 595/км²    | 6     | 44     | 1 066    |  |
| Сікіхор   | Сікіхор                | 95 984           | 337,49 км²    | 284/км²    | 0     | 6      | 134      |  |
| Себу      | -                      | 922 611          | 315,00 км²    | 2 930/км²  | -     | -      | 80       |  |
| Лапу-Лапу | -                      | 408 112          | 58,10 км²     | 7 020/км²  | -     | -      | 30       |  |
| Мандауе   | -                      | 362 654          | 25,18 км²     | 14 400/км² | -     | -      | 27       |  |
| Всього    | Всього                 | 6 041 903        | 10 500,44 км² | 575/км²    | 10    | 97     | 2 446    |  |
|           |                        |                  |               |            |       |        |          |  |

## Транспорт
Порт Себу є головним транспортним вузлом, який сполучає регіон із зовнішнім світом. Також порти є в містах Тагбіларан і Ларена. Міжострівне сполучення обслуговується численними судноплавними компаніями.